# آخوندک زمینی
آخوندک زمینی (به انگلیسی: Ground mantis) نام رایجی است که به گونه‌های مختلفی از آخوندک‌های نیایشگر داده می‌شود که باور بر این است که در سطح زمین یا نزدیک به سطح زمین شکار می‌کنند نه در میان شاخ و برگ.
نمونه‌های بومی آمریکای شمالی عبارتند از:
- آخوندک زمینی کوچک- Litaneutria minor[۱]
- آخوندک زمینی اسکینر Litaneutria skinneri[۱]
- آخوندک زمینی شاخ‌دار Yersiniops solitaria[۲]
- آخوندک زمینی یرسین - Yersiniops sophronica[۳]